# Македонский гусарский полк
Македонский гусарский полк — армейское кавалерийское формирование (часть, гусарский полк) ВС России, существовавшее (с перерывами) в 1759—1783 годах.

## История
В середине 1759 года беженцы из Австрией  после Карпошова восстания 1689 года были приняты как болгары, греки, влахи или сербы. Из них 9 марта 1759 года начальник Новосербского корпуса генерал-поручик И. С. Хорват по Высочайшему указу императрицы Елизаветы Петровны сформировал поселённый Македонский гусарский полк. Роты полка размещались в лёгких полевых укреплениях (шанцах).
В других источниках указано что 10 мая 1759 года сформировано два непоселённых гусарских полевых полка: Македонский и Болгарский (из греков и болгар), и в 1759 году И. С. Хорват сформировал Македонский, Болгарский и Жёлтый гусарские полки.
26 июля 1761 года Македонский гусарский полк и Болгарский гусарский полк объединены в Македонский гусарский полк, по причине малого количества личного состава в полках, в другом источнике указано что в 1761 году Македонский полк был расформирован, и люди его пошли на укомплектование Болгарского гусарского полка.
10 мая 1763 года Высочайшим указом императрицы Екатерины Алексеевны Македонский гусарский полк расформирован, а его личный состав распределён по Молдавскому и Сербскому гусарским полкам.
24 декабря 1776 года в числе девяти полков, созданных на территории Азовской и Новороссийской губернии для защиты южных границ в связи с упразднением вольницы Запорожской Сечи, из кадра упразднённых кавалерийских частей сформирован новый поселённый Македонский гусарский полк в составе шести эскадронов.
9 гусарских полков, в том числе и Македонский, совместно с другими формированиями Русской армии охраняли Украинскую линию России, и эти полки составляли поселенные полки Екатеринославской конницы.
После Первой турецкой войны, в ВС России, произошел переход от иррегулярных гусарских и казачьих полков, поселённых на южных границах России, к постоянному войску, который дал возможность русскому правительству заменить поселённые гусарские полки регулярными войсками. С этой целью князь Григорий Александрович Потемкин предпринял в 1783 и 1784 годах ряд реформ, которые существенным образом изменили организацию Екатеринославской и Украинской конниц.
28 июня 1783 года гусарский полк обращен на сформирование Александрийского легкоконного полка, а в 1796 году наименование Екатеринославской конницы было упразднено.

## Герб полка
Герб Македонского гусарского полка утвержден в 1776 году: «В красном поле, серебряный щит, с разными украшениями, и под ним, две на-крест лежащия, деревянныя стрелы, с золотыми остреями».